# 소진 (전국)
소진(蘇秦, ? ~ 기원전 317년?)은 동주(東周)의 낙양(洛陽)에서 태어났고 자는 계자(季子)이다.

## 어린 시절
낙양에서 태어나 제나라 귀곡자의 문하에서 수학하였다는것 정도가 사기에 기록된 부분이다.

## 합종을 제안하다
『자치통감』 제2권 주기(소진의 합종책) 편에 따르면, 하산후 소진은 각국을 돌아다니며 유세했지만 알아주는 사람이 없었다. 이에 고향에 돌아와 병법과 독심술에 관한 책을 읽으며 1년간 공부한 뒤 주나라 현왕을 찾아갔으나 왕은 소진을 만나주지도 않았다. 이에 소진은 진(秦)나라로 갔으나 당시 상앙을 처형한 직후 유세객을 미워하던 분위기에 밀려 다시 조(趙)나라로 갔는데 거기서도 역시 환영받지 못했다. 이에 연(燕)나라로 떠나 겨우 문후(文侯)를 만날 수 있었다. 이때 소진은 연나라 왕에게 합종의 전략을 주장했다. 합종이란 가장 강력한 진(秦)나라를 막기 위해서는 서로 힘을 합해야 한다는 것이였다. 소진은 이렇게 말했다.
| “ | "연나라는 멀리 떨어져 있는 진나라와 가까이할 것이 아니라, 먼저 가까이에 있는 이웃인 조나라와 친해져야 합니다. 천 리나 떨어져있는 진나라가 연나라를 공격하는 것과 백 리밖에 떨어져 있지 않는 조나라가 연나라를 치는 것 중 어느것이 더 쉽겠습니까? 그러므로 연나라의 걱정은 진나라가 아니라 바로 조나라입니다. 조나라와 합종하십시오. 천하와 하나가 되면 연나라는 우환이 없게 될 것입니다". | ” |

문후는 소진의 말을 칭찬하면서 그에게 많은 예물을 주며 조나라와의 동맹을 채결하도록 했다. 당시 조나라는 소진을 미워하던 재상 봉양군(奉陽君)이 죽고난 직후라 소진은 조나라 왕 숙후(肅侯)를 만날 수 있었다.
| “ | "지금 천하의 형세를 살펴보면 한, 위, 제, 초, 연, 조 여섯 나라의 영토는 진나라의 다섯 배나 되고 여섯 나라의 병사는 진나라의 열 배가 됩니다. 여섯 나라가 힘을 합쳐 서쪽의 진나라를 공격한다면 반드시 격파할 수 있습니다. 그러나 지금 대왕께서는 진나라를 섬기며 진나라의 신하라고 말하고 있습니다. 다른 사람에게 신하라고 하는 것과 다른 사람이 자신을 신하라고 부르는 것이 어찌 같겠습니까? | ” |

조나라 왕은 소진의 말에 기꺼이 동의하며 많은 수레와 황금, 비단 등을 주면서 다른 주요 제후들을 설득해 합종에 참여하도록 설득하는 임무를 맡겼다. 다음으로 소진은 한나라로 가서 선왕(宣王)을 만나 유세했다.
| “ | "천하의 강한 활과 좋은 칼은 모두 한나라에서 생산되며 수십만 명의 무장 병력은 용맹하기로 유명합니다. 이처럼 강대한 군사력을 갖춘 현명한 대왕께서 진나라에 굴복하신다면 이야말로 천하의 웃음거리입니다. 이보다 더 심한 모욕이 어디 있습니까? 바라건데 깊이 생각해보십시오. 한나라가 진나라에게 굴복한다면 진나라는 계속해서 대왕에게 영토를 요구할 것입니다. 달라는 대로 계속 주다 보면 대왕의 영토는 종시에는 없어지고 말 것입니다. 속담에 '차라리 닭의 부리가 될 지언정, 소의 꼬리는 되지 말라.'라고 하지 않았습니까? 지금 대왕께서 진나라는 섬기시려 한다면 그것이야말로 소의 꼬리가되는 것이 아니고 무엇이겠습니까? | ” |

언변으로 한나라 역시 합종에 참여시킨 소진은 위(衛)나라의 양왕(襄王)을 찾아갔다.
| “ | "위나라는 천하의 강국이고, 대왕은 천하의 현명한 임금이십니다. 그런데 지금 대왕께서 진나라에 투항해 스스로 진나라의 속국이시라고 한다면, 이는 치욕입니다. 신하들 중에서 진나라에 복종하자는 사람들은 모두 간신이지 충신이 아닙니다. 《주서》에서 이르길 '처음에 싹을 자르지 않아 덩굴이 기다랗게 얽히는 것을 어떻게 하겠는가? 작을 때 베지 않으면 장차 도끼를 사용해야 한다.'라는 말이 있습니다. 미리 깊이 생각하지 않다가 나중에 큰 화가 생기면 어떻게 하시겠습니까? 대왕께서 저의 의견을 받아들이셔셔 여섯 나라가 합종해 전심전력으로 뜻을 통일하면 진나라는 결코 침입해 오지 못할 것입니다. 그래서 조나라 왕께서 저의 어리석은 계책을 위나라에 전하고 대왕의 뜻을 받아오라고 하셨습니다. | ” |

위나라 왕 역시 소진의 의견에 따랐고 이어서 제나라의 선왕(宣王)을 찾아가 설득하기를
| “ | "제나라는 남쪽의 태산, 동쪽의 낭야, 북쪽의 발해, 서쪽의 청하 등으로 둘러 싸여진 천혜의 요새라고 할 수 있습니다. 또한 영토는 종횡으로 2천리에 달하며 수십만의 갑병들은 천하에 이름이 높습니다. 거기에 수도인 임치는 백성이 부유하며 성곽은 튼튼하며 백성들의 수는 많고 그 뜻을 높은 곳에 두며 의기양양합니다. 그리고 대왕의 어진 마음과 제나라의 강성함은 천하의 어느 나라도 당하지 못할 것입니다. 그러나 지금 대왕께서 서쪽을 바라보며 진나라를 받들려고 하니 신은 가만히 대왕을 위해 부끄러움을 느낍니다. 국경을 접하고 있는 한나라와 위나라가 진나라를 두렵게 생각하는 것과 제나라가 진나라를 두려워하는 것은 같지 않습니다. 진나라가 제나라를 공격하기 위해서는 연나라와 위나라의 땅을 뒤로 하고 양진의 길과 항보의 험지를 지나야 하는데 이 두 곳은 10명의 군졸이 요해처를 지키면 1000명의 군졸이라도 감히 통과하지 못하는 곳입니다. 더군다 진나라가 비록 제나라 깊숙이 침입하려고 하나 한나라와 위나라가 후방을 교란할까 두려워합니다. 그런 까닭에 진나라가 제나라를 공격하지 못하고 있는 것입니다. 상황이 이러함에도 불구하고 진나라를 섬기자는 신하들의 계책은 참으로 잘못된 것이라고 할 수 있습니다. 오늘 강국의 면모를 갖고 있는 제나라가 오히려 진나라에 신하로써 받드는 것은 오명을 남기는 일이기 때문에 대왕께서 그 점을 생각해 보시기 바랍니다. | ” |

제나라 역시 합종을 성사시킨 소진은 마지막으로 초나라 위왕(威王)을 찾아갔다.
| “ | "무릇 진나라는 호랑이나 이리와 같은 나라로 천하를 집어삼킬 야심을 품고 있습니다. 진나라는 곧 천하의 원수입니다. 연횡을 주장하는 사람들은 모두 자기 나라의 토지를 나누어 진나라에 바치려고 하는데, 이것은 원수를 존경하고 적을 공경하도록 하는 것입니다. 대개 신하된 사람으로서 포악한 호랑이나 늑대와 같은 진나라와 교섭을 벌여 다른 나라를 침략하게 하는 사람은 자신의 국가가 갑자기 진나라의 침입을 받았을때에는 오히려 자기 나라의 재앙을 돌아보지 않을 것입니다. 그러므로 합종하게 되면 모든 나라가 초나라를 섬길 것이고, 연횡하면 초나라는 진나라를 섬겨야 할 것입니다. 이 두 가지 책략은 그 계책의등급이 확연히 다릅니다. 이 둘 중 대왕께서는 과연 어느 쪽에 서시겠습니까? | ” |

이에 위왕역시 소진의 의견에 따르기로 하였다.
이렇게 하여 여섯 나라는 합종을 이루고 굳게 단결하였으며 소진은 합종의 책임자가 되었고 여섯 나라의 재상을 겸임하였다. 조나라로 돌아간 소진에게 숙후는 무안군(武安君)이라는 칭호를 내렸다. 여섯 나라의 합종 이후 진나라는 감히 함곡관 밖으로 군대를 보내지 못하였으며 그런 상태는 15년 동안이나 지속되었다